# Vier-Nationen-Turnier Oktober 2017
Das Vier-Nationen-Turnier Oktober 2017 für Frauenfußballnationalteams fand zwischen dem 19. und 23. Oktober in der chinesischen Stadt Yongchuan statt. Es ist das zweite Viernationenturnier des Jahres in der Volksrepublik nach dem im Januar ausgetragenen Turnier, das in Foshan stattfand und von den Gastgeberinnen gewonnen wurde. Spielstätte war das Yongchuan Sports Centre. Mit Brasilien (Platz 9) und Nordkorea (Platz 10) nahmen zwei Mannschaften aus den Top 10 der FIFA-Weltrangliste teil. Brasilien ist die erste CONMEBOL-Mannschaft, die an dem Turnier in China teilnahm, und gleichzeitig der erste Sieger der CONMEBOL. Nordkorea, Sieger von 2012, nahm zuletzt 2014 teil und der viermalige Teilnehmer Mexiko im Januar 2016.

## Spielergebnisse
| Pl. | Land      | Sp. | S | U | N | Tore    | Diff. | Punkte |
| --- | --------- | --- | - | - | - | ------- | ----- | ------ |
| 1.  | Brasilien | 3   | 2 | 1 | 0 | 007:200 | +5    | 07     |
| 2.  | Nordkorea | 3   | 2 | 0 | 1 | 003:300 | ±0    | 06     |
| 3.  | China     | 3   | 1 | 1 | 1 | 006:600 | ±0    | 04     |
| 4.  | Mexiko    | 3   | 0 | 0 | 3 | 002:700 | −5    | 0      |

|                  |   |           |     |
| 19. Oktober 2017 |   |           |     |
| Brasilien        | – | Mexiko    | 3:0 |
| China            | – | Nordkorea | 1:2 |
| 21. Oktober 2017 |   |           |     |
| Brasilien        | – | Nordkorea | 2:0 |
| China            | – | Mexiko    | 3:2 |
| 23. Oktober 2017 |   |           |     |
| Nordkorea        | – | Mexiko    | 1:0 |
| China            | – | Brasilien | 2:2 |

## Torschützinnen
1. Marta (BRA), Wang Shanshan (CHN) – je 4 Tore
2. Adriana, Bruna Benites, Bia Zaneratto (BRA), Xiao Yuyi, Zhang Rui (CHN), Ariana Calderón, Cristina Ferral (MEX), Kim Phyong-hwa, Kim Yun-mi (PRK) – je 1 Tor
00Bri Campos (MEX) – 1 Eigentor